# Rasmus Schüller
Rasmus Schüller est un footballeur international finlandais, né le 18 juin 1991 à Espoo. Il joue au poste de milieu relayeur au Djurgårdens IF.

## Biographie

### Carrière en club
Le 11 décembre 2020, Rasmus Schüller s'engage au Djurgårdens IF.

### Carrière en sélection
Rasmus Schüller honore sa première sélection en équipe de Finlande le 23 janvier 2013 lors d'un match amical face à la Thaïlande. Le match se solde par une victoire finlandaise 3-1.
Il est par la suite membre des 26 joueurs sélectionnés par Markku Kanerva pour disputer l'Euro 2020, première compétition internationale officielle de l'histoire pour les Finlandais. Le 12 juin 2021, il débute sur le banc pour le premier match de la Finlande à l’Euro 2020 mais rentre en jeu en remplaçant le capitaine Tim Sparv à la 76e minute. Cette rencontre est malheureusement célèbre pour avoir vu le malaise cardiaque de Christian Eriksen. Schüller dispute la totalité des matchs du tournoi face à la Russie (défaite 0-1) , la Belgique (défaite 0-2) et le Danemark donc (victoire 0-1). Les Finlandais sortent dès la phase de poules.

## Palmarès
- FC Honka
  - Vainqueur de la Coupe de la Ligue finlandaise en 2010 (en) et 2011 (en)

- BK Häcken
  - Vainqueur de la Coupe de Suède en 2016

- HJK Helsinki
  - Champion de Finlande en 2012, 2013, 2014, 2017 et 2020
  - Vainqueur de la Coupe de Finlande en 2014 (en), 2017 (en) et 2020 (en)
  - Vainqueur de la Coupe de la Ligue finlandaise en 2015 (en)

## Statistiques
| Saison | Club         | Pays          | Championnat        | Coupes nationales | Coupes d'Europe               | Finlande |
| ------ | ------------ | ------------- | ------------------ | ----------------- | ----------------------------- | -------- |
| 2008   | FC Honka     | Veikkausliiga | 3 matchs           | ?                 | -                             | -        |
| 2009   | FC Honka     | Veikkausliiga | 19 matchs / 2 buts | ?                 | 3 matchs / 1 but (C3)         | -        |
| 2010   | FC Honka     | Veikkausliiga | 19 matchs / 3 buts | ?                 | 2 matchs (C3)                 | -        |
| 2011   | FC Honka     | Veikkausliiga | 22 matchs          | 4 matchs          | 4 matchs (C3)                 | -        |
| 2012   | HJK Helsinki | Veikkausliiga | 25 matchs / 2 buts | 7 matchs          | 4+2 matchs / 1+1 buts (C1+C3) | -        |
| 2013   | HJK Helsinki | Veikkausliiga | 4 matchs / 1 but   | 8 matchs / 1 but  | -                             | 3 matchs |

Dernière mise à jour le 10 mai 2013